# Degtjarsk
Degtjarsk (russisch Дегтярск) ist eine Stadt in der Oblast Swerdlowsk (Russland) mit 15.522 Einwohnern (Stand 14. Oktober 2010).

## Geografie
Die Stadt liegt im Mittleren Ural, etwa 65 Kilometer westlich der Oblasthauptstadt Jekaterinburg an mehreren kleineren linken Zuflüssen der Tschussowaja, eines linken Nebenflusses der Kama, unweit des Woltschicha-Stausees („Jekaterinburger Meer“).
Degtjarsk bildet einen eigenständigen Stadtkreis.
Die Stadt liegt an einer bei Rewda von der Eisenbahnstrecke Kasan – Jekaterinburg abzweigenden Stichstrecke (nur Güterverkehr).

## Geschichte
An Stelle der heutigen Stadt entstand bereits im 18. Jahrhundert eine Köhlersiedlung, in der Holzkohle für die Hochöfen im nahen Rewda hergestellt wurde, sowie als Nebenprodukt Teer (russisch djogot, daher der erstmals 1904 belegte Ortsname Degtjarka).
1914 begann die Ausbeutung einer hier entdeckten Kupfererzlagerstätte. Mehrere Schächte wurden abgeteuft und eine Bergarbeitersiedlung entstand, die besonders in den 1920er und 1930er Jahren schnell wuchs.
In Degtjarsk befanden sich die beiden Kriegsgefangenenlager 313 und 476 für deutsche Kriegsgefangene des Zweiten Weltkriegs. Am 18. November 1954 erhielt der Ort unter dem heutigen Namen Stadtrecht.
Am 1. Mai 1960 wurde beim nahen Swerdlowsk ein amerikanisches Spionageflugzeug U-2 mit dem Piloten Gary Powers abgeschossen. Erst viel später wurde bekannt, dass eine der abgefeuerten Flugabwehrraketen versehentlich einen sowjetischen Abfangjäger MiG-19 traf, der bei Degtjarsk abstürzte. Für dessen dabei ums Leben gekommenen Piloten Sergei Safronow wurde 2005 nahe der Stadt ein Denkmal errichtet und eine Straße nach ihm benannt.

### Bevölkerungsentwicklung
| Jahr | Einwohner |
| ---- | --------- |
| 1939 | 19.279    |
| 1959 | 27.430    |
| 1970 | 21.976    |
| 1979 | 20.101    |
| 1989 | 18.394    |
| 2002 | 15.869    |
| 2010 | 15.522    |

Anmerkung: Volkszählungsdaten

## Wirtschaft
Neben dem stadtbildbestimmenden Kupferbergbau gibt es Betriebe des Gerätebaus (für die chemische Industrie und Buntmetallurgie, Medizintechnik).

## Söhne und Töchter der Stadt
- Jekaterina Krylatkowa (* 1983), Biathletin
- Olga Minejewa (* 1952), Leichtathletin